# Мординов, Николай Егорович
Никола́й Его́рович Мо́рдинов (6 января 1906, Нижнеамгинский наслег, Ботурусский улус, Якутская область — 14 ноября 1994) — якутский советский писатель. Народный писатель Якутии (1966).

## Биография
Родился 6 января 1906 года в Нижнеамгинском наслеге Ботурусского улуса Якутской области, в семье крестьян Егора Дмитриевича Мординова и Феодосии Михайловны.
В 1928 году окончил Якутский педагогический техникум, в 1931-м — отделение языка и литературы Второго Московского государственного университета.
Очень долго и плодотворно работал в редакциях республиканских газет «Бэлэм буол» и «Юность Севера».
Член Союза писателей СССР с 1934 года.
Н. Е. Мординов был делегатом первого съезда писателей СССР. Избирался депутатом Верховного Совета СССР 7-го созыва, Верховного Совета РСФСР 4-го созыва.
Умер 14 ноября 1994 года. Захоронен на кладбище в Якутске.

## Семья
Братья:
- Авксентий Егорович Мординов, доктор философских наук, профессор.
- Трофим Егорович Мординов (род. в 1915), участник Великой Отечественной войны; после демобилизации окончил Якутский педагогический институт, работал завучем в школе и в ПТУ, директором школы, заведующим районного отдела образования[2]. Заслуженный учитель Якутской АССР.

Жена — Любовь Федоровна Корнилова (1907—1988), дочь якутского собирателя фольклора, самодеятельного композитора, хормейстера и педагога Фёдора Григорьевича Корнилова.  Любовь Федоровна окончила Ленинградский педагогический институт имени А.И. Герцена, оказала большое влияние на развитие учреждений дошкольного образования в Республике Саха (Якутия), была основателем методической службы по дошкольному образованию в республике. При ее непосредственном участии в Якутском педагогическом техникуме было открыто дошкольное отделение.
Дети:
- Сын — Чагыл Николаевич Мординов (Владимир Чагыл), журналист, писатель. Его жена Альбина Николаевна Добронравова (род. в 1930), внучка священников и по отцовской линии, и по линии матери — Николая Николаевича Добронравова[4] и Петра Агапитовича Суворова[5][6].
- Дочь — Муза Николаевна Мординова (1935—2022)[7], педагог, кандидат биологических наук[8].
- Внуки — Федор Мординов, Никита Мординов[9], в 1985 году окончил физический факультет Якутского государственного университета.

## Творчество
В 1927 году в журнале «Чолбон» («Утренняя звезда») состоялась первая публикация Мординова, стихотворение «Ийэ» (Мать). В 30-х годах Николай Мординов издаёт отдельной книгой цикл рассказов, пишет рассказы, повести, очерки, публицистические и критические статьи.
Николай Мординов (псевд. Амма Аччыгыйа) — автор широко известного романа-эпопеи «Сааскы кэм» (Весенняя пора). Роман был написан в 1944 году, охватывает период жизни якутского народа с 1910-х до начала 1930-х годов. Произведение выдержало около десяти изданий на якутском и русском языках, переведено на украинский, венгерский, чешский языки.
Н. Мординов также известен как детский писатель, публицист, переводчик. Писателем переведены произведения Л. Н. Толстого «Анна Каренина», «Война и мир», «Воскресение» и роман М. Шолохова «Тихий Дон».

## Награды и премии
- Два ордена Трудового Красного Знамени (в т.ч. 05.01.1956)
- Орден Дружбы народов (08.01.1976)[11]
- Два ордена «Знак Почёта»
- Медали
- Народный писатель Якутии
- Заслуженный деятель искусств Якутской АССР
- Лауреат Государственной премии Якутской АССР имени П. А. Ойунского

## Память
Имя Н. Е. Мординова — Амма Аччыгыйа присвоено Харбалахской средней школе Таттинского улуса (1995)